# 日英自動車
日英自動車（にちえいじどうしゃ）は、1950 - 1980年代に活動した輸入車ディーラー。当時の本社は東京都港区赤坂溜池にあり、株主は日本交通 (東京都) 。長年にわたるMG・モーリス・ウーズレー・ライレー・ポンティアック等の輸入代理店であり、三井物産等の特約販売店としてルノーの販売も手がけた。1980年代前半には一時、伊藤忠オート撤退後のアルファロメオも手がけた。なお、1950年代後半の外車輸入制限の厳しかった時代には、トヨペット販売店や日本交通のオーナーであった川鍋秋蔵が社長を務めたオオタ自動車・くろがねオート三輪も取り扱った。
しかし1985年（昭和60年）、メーカー直接出資のオースチン・ローバー・ジャパン (ARJ) 設立に際し、日本交通からARJ事業への事業譲渡が行われ、同社は解散した。
日英自動車には後年著名な自動車評論家となる小林彰太郎の旧友が在籍していた関係で、同社がミニ日本上陸一号車（モーリス・ミニ・マイナー）を1960年（昭和35年）に輸入した際、横浜港から溜池までの陸送を小林に委ねた。小林はこの時の感動を訳書「ミニ・ストーリー―小型車の革命 （ローレンス・ポメロイ著/二玄社）」の訳者あとがきに記している。